# آیاهواسکا (گیاه)
آیاهواسکا یا کاپی (نام علمی: Banisteriopsis caapi)، یک گیاه بالارونده بومی آمریکای جنوبی از خانوادهٔ مالپیگیان است. این گیاه، نیمی از معجون آیاهواسکا است، که جوشانده‌ای با سابقهٔ طولانی در استفاده به‌عنوان یک آنتوژنیک (اتصال به روح) و جایگاه آن با عنوان «معلم گیاه» در میان مردمان بومی جنگل‌های بارانی آمازون است. این گیاه، دارای گل‌های سفید یا صورتی کم‌رنگ با طول ۱۲ تا ۱۴ میلی‌متر است که معمولاً در ژانویه ظاهر می‌شوند، اما به‌ندرت شکوفا می‌شوند. این گیاه بالارونده می‌تواند تا ۳۰ متر (۹۸ فوت) رشد کند.

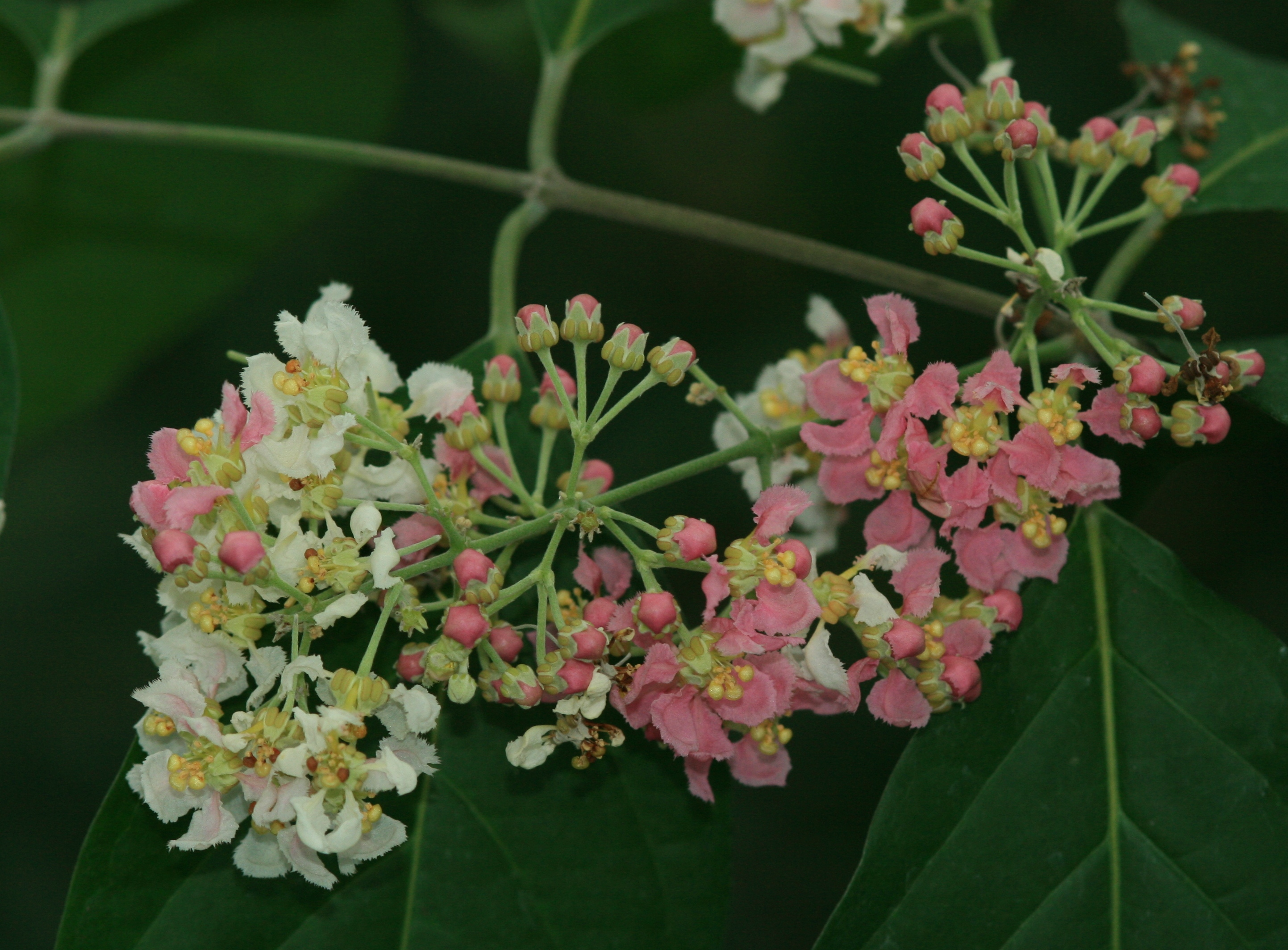
گل کاپی

## ترکیبات شیمیایی

### آلکالوئیدها
کاپی حاوی آلکالوئیدهای هارمالای زیر است:
- هارمین: ۰٫۳۱–۸٫۴۳ درصد[۳]
- هارمالین، ۰٫۰۳–۰٫۸۳ درصد[۳]
- تتراهیدروهارمان، ۰٫۰۵–۲٫۹۴ درصد[۳]

این آلکالوئیدهای کلاس بتا-کربولین به‌عنوان بازدارنده مونوآمین اکسیداز (MAOIs) عمل می‌کنند. این ترکیبات به ترکیب روان‌گردان دی‌متیل‌تریپتامین، که در گیاه پسیکتریا ویریدیس موجود است، افزوده شده و اجازه می‌دهد که ترکیبات روان‌گردان، به‌صورت مصرف خوراکی، مؤثر و قابل‌مصرف باشند. ساقه‌ها حاوی ۰٫۱۱–۰٫۸۳٪ از بتا-کربولین‌ها هستند که هارمین و تتراهیدروهارمان جزء اصلی آن‌ها هستند.
آلکالوئیدها در تمام قسمت‌های این گیاه وجود دارند.

### پلی‌فنول‌ها
علاوه بر بتا-کربولین‌ها، کاپی حاوی پروآنتوسیانیدین، اپیکاتچین و پروسیانیدین بی۲ است که دارای خواص آنتی‌اکسیدانی هستند.

## فارماکولوژی

### نوروژنز
چندین مطالعه نشان داده‌اند که آلکالوئیدهای موجود در کاپی، باعث افزایش نوروژنز می‌شوند. به‌طور ویژه، مطالعات آزمایشگاهی نشان داد که هارمین، تتراهیدروهارمین و هارمالین، تکثیر سلول‌های بنیادی عصبی، مهاجرت و تمایز به سلول‌های عصبی بالغ را تحریک می‌کنند.
اولین اشاره به کاپی مربوط به کاوشگران و مبلغان اولیهٔ اسپانیایی و پرتغالی است که در قرن شانزدهم از آمریکای جنوبی دیدن کردند و دم‌کردهٔ آیاهواسکا را به‌عنوان جوشانده‌ای «شیطانی» و خطرناک توصیف کردند.
اگرچه کاپی برای صدها و شاید حتی هزاران سال در میان قبایل بومی آمریکای جنوبی مورد استفاده قرار می‌گرفت، تا سال ۱۸۵۱ توسط غربی‌ها شناسایی نشده بود. در ۱۸۵۱ ریچارد اسپروس، گیاه‌شناس انگلیسی، آن را به‌عنوان گونه‌ای جدید توصیف کرد. او مشاهده کرد که چگونه گواهیبوها، مردم بومی لانوس (ونزوئلا)، پوست کاپی را به‌جای دم کردن، می‌جویدند.

## مطالعهٔ بیشتر
- Barbosa, PC; Cazorla, IM; Giglio, JS; Strassman, R (September 2009). "A six-month prospective evaluation of personality traits, psychiatric symptoms and quality of life in ayahuasca-naïve subjects". Journal of Psychoactive Drugs. 41 (3): 205–12. doi:10.1080/02791072.2009.10400530. PMID 19999673.